# Neuseeländische Badmintonmeisterschaft 2013
Die Neuseeländische Badmintonmeisterschaft 2013 fand vom 22. bis zum 24. März 2013 statt.

## Austragungsort
- Bartercard Badminton North Harbour, Auckland

## Medaillengewinner
| Disziplin    | Gold                     | Silber                               | Bronze                               |
| ------------ | ------------------------ | ------------------------------------ | ------------------------------------ |
| Herreneinzel | Michael Fowke            | Tjitte Weistra                       | Chance Cheng                         |
| Herreneinzel | Michael Fowke            | Tjitte Weistra                       | Asher Richardson                     |
| Dameneinzel  | Anona Pak                | Vicki Copeland                       | Kaitlyn Mcleod                       |
| Dameneinzel  | Anona Pak                | Vicki Copeland                       | Lilian Shih                          |
| Herrendoppel | Henry Tam Delius Tang    | Jacob Morgon Elliot Pike             | Samuel Ho Riga Oud                   |
| Herrendoppel | Henry Tam Delius Tang    | Jacob Morgon Elliot Pike             | Daniel Lee Dylan Soedjasa            |
| Damendoppel  | Angie Leung Jihyun Marr  | Stephanie Cheng Kylie Luo            | Emma Chapple Danielle Tahuri         |
| Damendoppel  | Angie Leung Jihyun Marr  | Stephanie Cheng Kylie Luo            | Jasmin Ng Chung Man Lilian Shih      |
| Mixed        | Chance Cheng Jihyun Marr | Asher Richardson Madeleine Stapleton | Tjitte Weistra Susannah Leydon-Davis |
| Mixed        | Chance Cheng Jihyun Marr | Asher Richardson Madeleine Stapleton | Maika Phillips Anona Pak             |